# Nintendo Zapper

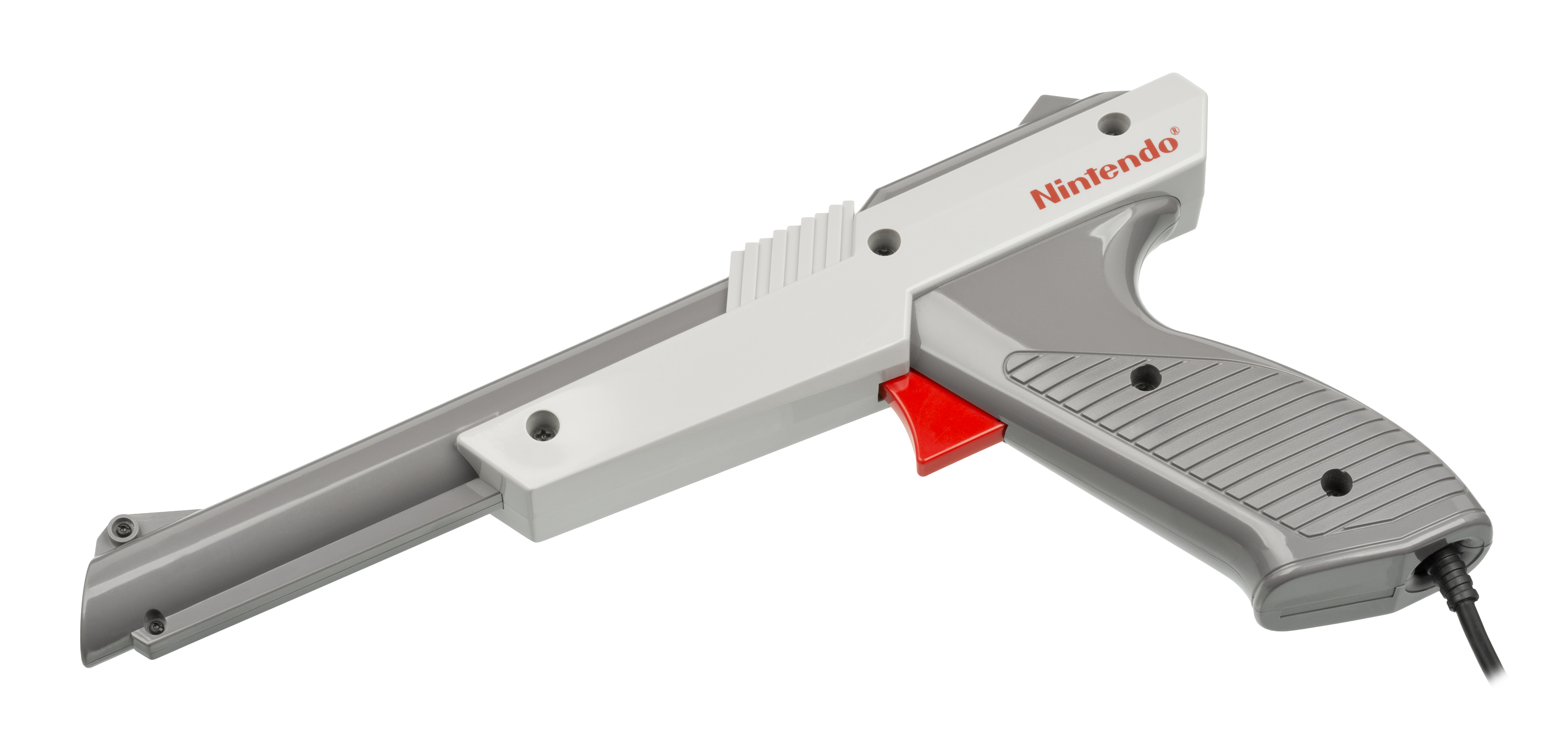
NES Zapper original en gris, lanzado en 1985.

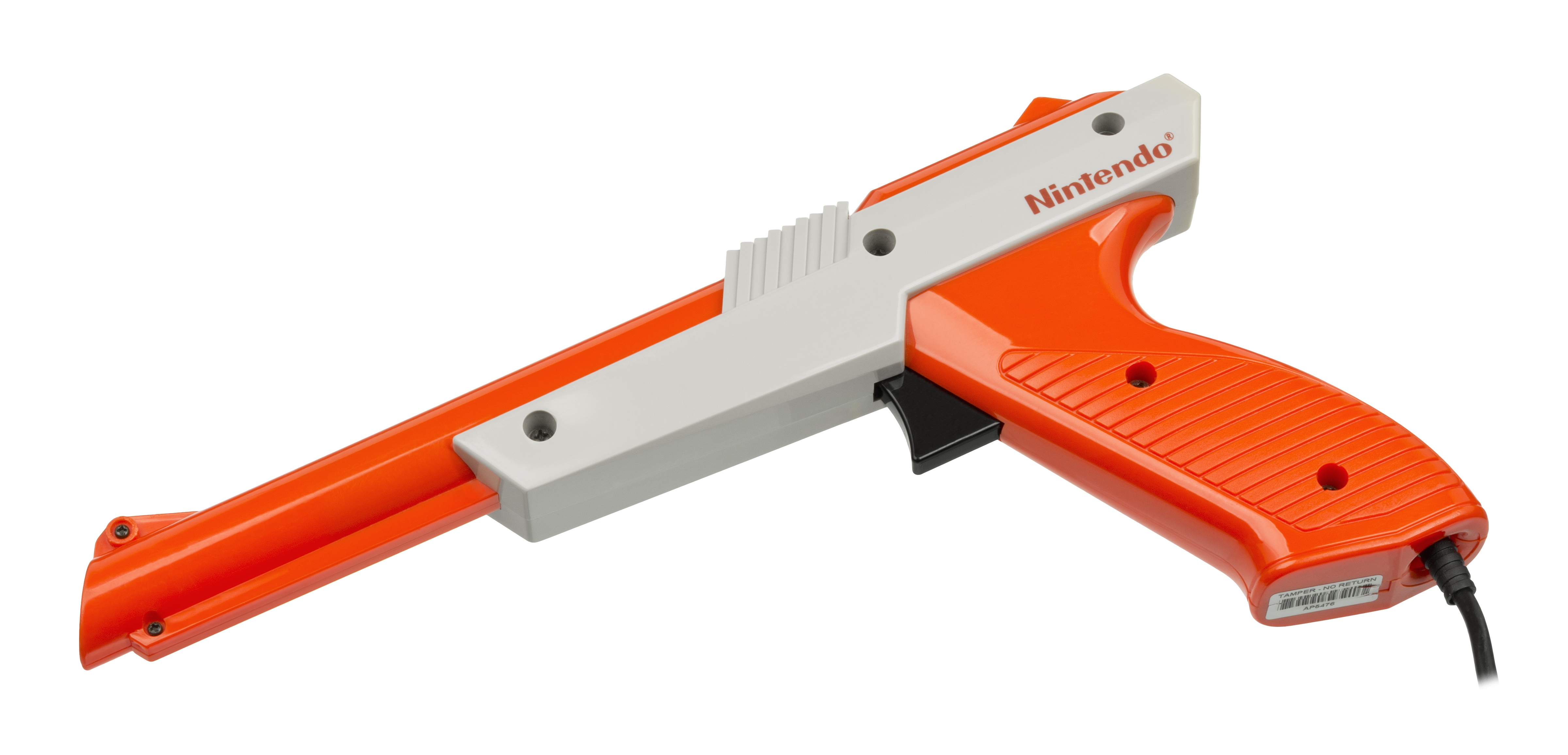
NES Zapper relanzado en naranja en 1989.

La NES Zapper (Famicom Light Gun en Japón) es una pistola de luz con formato de pistola, vendida como accesorio del original Nintendo Entertainment System en 1985 y el Nintendo Famicom en 1984. La versión japonesa era una representación realista de una pistola al estilo revólver, pero cuando fue lanzada en Norteamérica se cambió la forma para parecer un arma de rayos de ciencia ficción poco realista con diseño a juego con el de la NES. Los primeros Zappers eran de color gris, pero después el color fue cambiado a naranja neón debido a que las leyes estadounidenses sobre armas de la época prohibían las armas de juguete que pudieran confundirse con un arma real. Permitió que los jugadores apuntaran al televisor y, dependiendo del juego, dispararan a patos pixelados, objetos voladores, gánsteres, y muchos otros objetivos vistosos.
El Zapper tiene un gatillo resistente que requiere un poco de fuerza para presionarlo hacia atrás. El gatillo manifiesta un característico sonido 'piñau' cuando es presionado. La forma del arma es cómoda, y tiene un estilo ciencia ficción acorde con la época. Disparar durante tiempos prolongados haría que algunas personas se cansaran los músculos de la mano o antebrazos. Desde entonces, estas pistolas ahora tienen mucho menos resistencia en su gatillo.

## Descripción técnica
Cuando se aprieta el gatillo, el juego pone un fondo negro en la pantalla durante un fotograma, luego, en un fotograma adicional, dibuja un rectángulo blanco alrededor del sprite que el usuario supone disparar. El fotodiodo en la abertura del cañón del Zapper detectaría estos cambios en la intensidad y enviaría una señal al NES para indicar si está sobre el píxel iluminado o no. Una disminución seguida por un aumento en la intensidad señaliza un "atinado". Múltiples sprites son soportados por el rectángulo blanco emitido alrededor de cada sprite potencial, uno por fotograma.

## Juegos
- 3 in 1 Super Gun
- The Adventures of Bayou Billy
- Baby Boomer
- Barker Bill's Trick Shooting
- Chiller
- Duck Hunt
- Freedom Force
- Gotcha!
- Gumshoe
- Hogan's Alley
- Laser Invasion
- The Lone Ranger
- Mechanized Attack
- Operation Wolf
- Shooting Range
- To the Earth
- Track & Field II
- Wild Gunman